# Ernst Ferdinand Gregorovius
Ernst Ferdinand Gregorovius (* 1816; † nach 1886) war ein preußischer Landrat im Kreis Pleschen, Provinz Posen.

## Leben
Gregorovius war ab 1843 Verwalter des Polizeidistriktes Adelnau und ab 1845 bis 1848 Verwalter des Polizeidistriktes Komorik. 1849 wurde er interimistisch zum Landrat und ab 1851 zum Landrat vom Kreis Pleschen vorgeschlagen. Von 1853 bis 1858 und erneut von 1861 bis 1885 amtierte er als Landrat in Pleschen. Im Jahr 1886 wurde er in den Ruhestand verabschiedet.
Gregorovius war von 1855 bis 1858 Mitglied des Preußischen Abgeordnetenhauses.